# Achyropsis leptostachya
Achyropsis leptostachya är en amarantväxtart som först beskrevs av Ernst Meyer, och fick sitt nu gällande namn av John Gilbert Baker och Charles Baron Clarke. Achyropsis leptostachya ingår i släktet Achyropsis och familjen amarantväxter. Inga underarter finns listade i Catalogue of Life.